# 재패니스 위스키

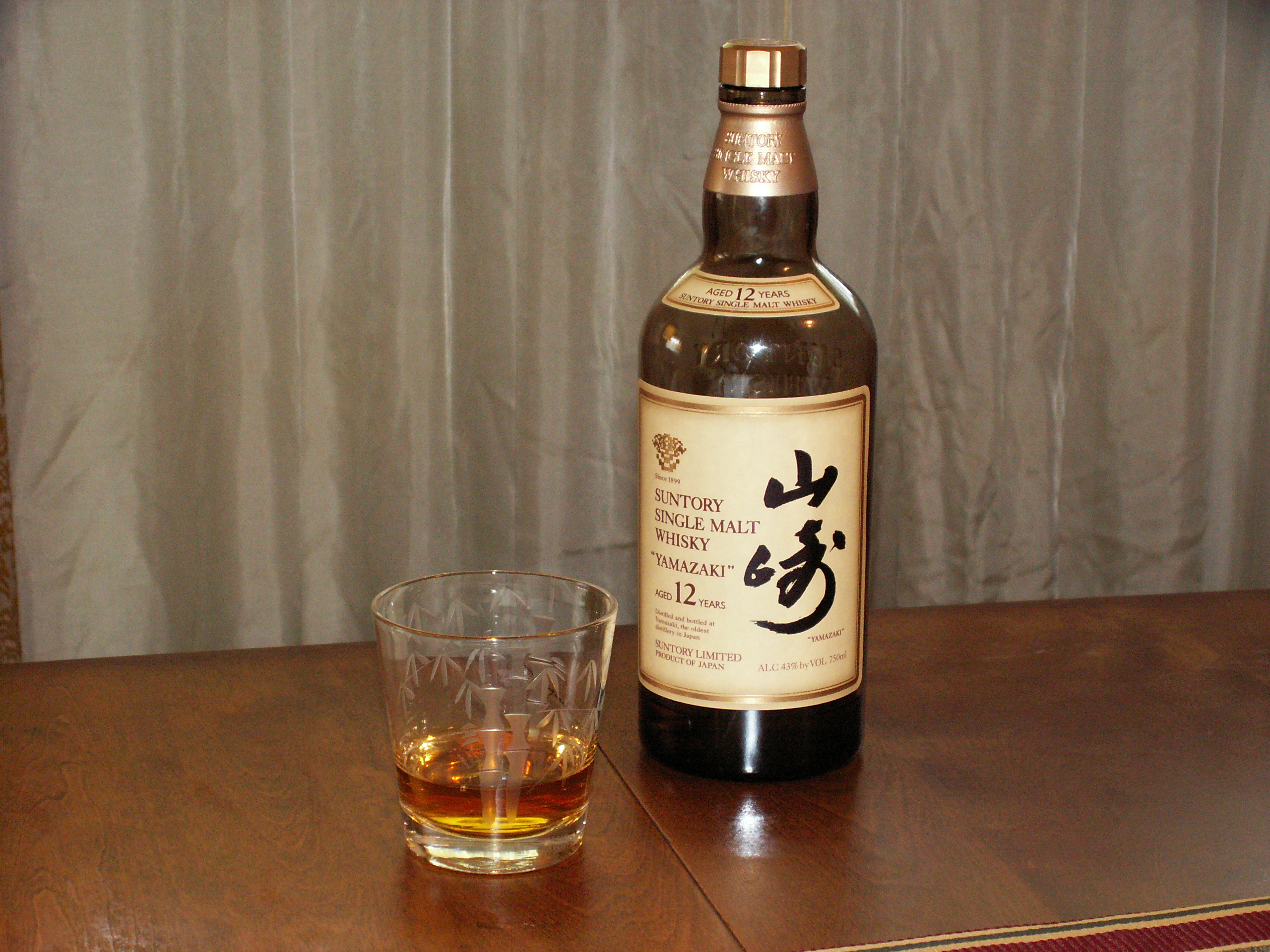
산토리의 퓨어 몰트 위스키 야마자키 12년 (2003년 이전 사양)

재패니스 위스키(일본어: ジャパニーズ・ウイスキー, 영어: Japanese whisky)는 일본에서 생산되는 위스키다. 일본에서 위스키가 만들어지기 시작한 것은 1870년경이지만, 판매용 생산이 시작된 것은 1923년경 야마자키 증류소가 열면서다. 광범위하게 말해서, 재패니스 위스키의 스타일은 다른 주요 위스키 스타일보다 스카치 위스키와 더 비슷하다.
일본의 대형 위스키 회사로는 산토리 스피리츠 (산토리 홀딩스), 닛카 위스키 (아사히 그룹 홀딩스), 기린 디스틸러리 (기린 맥주)가 있다. 이들 회사는 싱글 몰트, 블렌디드를 모두 제조하고 있으며, 대기업 각사만으로 일본 국내의 위스키 시장 점유율의 90%를 차지하고 있다.